# اچ‌ام‌اس کوردلیا (۱۹۱۴)
اچ‌ام‌اس کوردلیا (۱۹۱۴) (به انگلیسی: HMS Cordelia (1914)) یک ناو کلاس سی برای نیروی دریایی پادشاهی بریتانیا در جنگ جهانی اول بود. این کشتی جنگی در سال ۱۹۱۴ ساخته شد.